# 유로파 궤도선
유로파 궤도선(영어: Europa Orbiter)은 미국 항공우주국이 목성의 위성 유로파를 탐사하려고 계획했지만 2002년 계획이 중단된 탐사선이다. 유로파 궤도선의 목적은 유로파의 지하에 존재한다고 추측되는 지하 바다의 존재 유무를 밝히고, 미래의 유로파 착륙선이 착륙할 지점을 탐색하는 것이었다.
유로파 궤도선 연구는 목성 유로파 궤도선으로 이전되었고, 2020년에 발사 예정이던 유로파 목성계 임무의 NASA 탐사선으로 편입되었다. 하지만 유로파 목성계 임무는 2011년에 취소되었다.